# Sammi Adjei
Sammi Adjei (ur. 18 listopada 1973) – ghański piłkarz występujący na pozycji obrońcy.

## Kariera klubowa
W swojej karierze Adjei występował w zespole Obuasi Goldfields. Trzy razy zdobył z nim mistrzostwo Ghany (1994, 1995, 1996).

## Kariera reprezentacyjna
W reprezentacji Ghany Adjei grał w latach 1992–1998. W 1992 roku był członkiem reprezentacji, która zdobyła brązowy medal na letnich igrzyskach olimpijskich. Wystąpił na nich w meczach fazy grupowej z Australią (3:1), Danią (0:0) i Meksykiem (1:1), a także w spotkaniu o 3. miejsce z Australią (1:0).